# 花いちもんめ (長渕剛の曲)
「花いちもんめ」（はないちもんめ）は、日本のシンガーソングライターである長渕剛の9枚目のシングル曲である。
1982年4月21日に東芝EMIのエキスプレスレーベルからリリースされた。作詞は長渕および松井五郎、作曲は長渕、編曲は長渕および瀬尾一三が担当している。
男女関係に対する皮肉を数え歌にした曲であり、ブラス・セクションを加えたアレンジが特徴となっている。オリコンチャートでは最高位55位となった。
オリジナル・アルバムには収録されず、ベスト・アルバム『FROM T.N.』（1983年）にて初収録された。それ以降では、『SINGLES Vol.1 (1978〜1982)』（1997年）にのみ収録されている。

## 音楽性
世間一般の恋愛に対しての皮肉を数え歌にした曲。長渕の曲としては珍しい作詞家の松井五郎との共作となっている。
音楽情報サイト『CDジャーナル』では、「うぉー」の雄叫びで始まる歌謡ロック。1～10までに語呂を合わせた遊び心のある歌詞とブラス・セクションを迎えた厚いアンサンブルが特徴的。“おっとどっこい危険だぜ”など、長渕剛にしか歌えない言葉に注目」と表記されている。

## リリース
1982年4月21日に東芝EMIのエキスプレスレーベルよりリリースされた。
AB両面ともオリジナルアルバム未収録となった。

## チャート成績
オリコンチャートでは最高位55位、登場回数9回となり、売り上げ枚数は3.0万枚となった。
長渕は後に「この曲だけは、売れてほしかった」と述べている。当時の長渕は「順子」（1980年）の大ヒット以来あまり作品が売れておらず、低迷期であった。

## シングル収録曲
| 全作曲: 長渕剛。 |                                  |                  |            |                  |      |
| #                | タイトル                         | 作詞             | 作曲・編曲 | 編曲             | 時間 |
| 1.               | 「花いちもんめ」(HANA ICHIMONME) | 長渕剛、松井五郎 | 長渕剛     | 長渕剛、瀬尾一三 | 3:46 |
| 2.               | 「日めくりの愛」(HIMEKURI NO AI) | 長渕剛           | 長渕剛     | 瀬尾一三         | 3:07 |
| 合計時間:        | 合計時間:                        | 合計時間:        | 合計時間:  | 6:53             |      |

## 収録アルバム
- 『FROM T.N.』（1983年）
- 『SINGLES Vol.1 (1978〜1982)』（1997年）